# Liste der Mitglieder des Landtages (Freistaat Oldenburg) (4. Wahlperiode)
Diese Liste gibt einen Überblick über alle Mitglieder des Landtages des Freistaates Oldenburg in der 4. Wahlperiode (1928–1931). Die Wahl zum Oldenburgischen Landtag fand am 20. Mai 1928 statt, die Wahlbeteiligung betrug 70 %.

## Zusammensetzung
| Fraktion                                                                                                 | Sitze |
| --- | ----- |
| SPD | 15    |
| Landesblock (DVP und DNVP)                                                                               | 09    |
| Zentrum                                                                                                  | 09    |
| DDP | 05    |
| NSDAP | 03    |
| CNBL | 03    |
| WVg-WP: Wirtschaftliche Vereinigung (Landesteil Oldenburg) und Wirtschaftspartei (Landesteil Birkenfeld) | 02    |
| KPD | 01    |
| Völkisch-Nationaler Block der Landvolk- und Mittelstandsliste                                            | 01    |

## Abgeordnete
| Name                          | Lebensdaten | Fraktion                                                      | Anmerkungen                                                |
| ----------------------------- | ----------- | ------------------------------------------------------------- | ---------------------------------------------------------- |
| Hinrich Addicks               | 1890–1975   | CNBL                                                          | Eintritt in die NSDAP im März 1931                         |
| Friedrich Albers              | 1881–1936   | DDP                                                           |                                                            |
| Heinrich große Beilage        | 1885–1955   | CNBL                                                          |                                                            |
| Alois Brendebach              | 1896–1991   | Zentrum                                                       |                                                            |
| Paul Brodek                   | 1884–1942   | SPD                                                           |                                                            |
| Karl Broschko                 | 1900–1972   | SPD                                                           |                                                            |
| Adolf Burgert                 | 1888–1952   | SPD                                                           | Mitglied ab 21. April 1931, nachgerückt für Eduard Schömer |
| Diedrich Dannemann            | 1874–1933   | Landesblock (DVP)                                             |                                                            |
| Hinrich Dohm                  | 1865–1943   | Landesblock (DNVP)                                            |                                                            |
| Bernhard Eckholt              | 1887–1949   | Zentrum                                                       | Mandatsniederlegung am 10. November 1930                   |
| Heinrich Eichler              | 1876–1932   | NSDAP                                                         |                                                            |
| Peter Faber                   | 1871–1928   | Zentrum                                                       | verstorben am 13. November 1928                            |
| Karl Fick                     | 1881–1945   | SPD                                                           |                                                            |
| Friedrich Frerichs            | 1882–1945   | SPD                                                           |                                                            |
| Heinrich Fröhle               | 1879–1966   | Zentrum                                                       | nachgerückt am 12. November 1930 für Bernhard Eckholt      |
| Anton Göhrs                   | 1884–1944   | Zentrum                                                       |                                                            |
| Hermann Hagstedt              | 1884–1966   | SPD                                                           |                                                            |
| Franz Hartong                 | 1882–1945   | Landesblock (DVP)                                             |                                                            |
| August Haskamp                | 1870–1939   | WVg-WP (Wirtschaftliche Vereinigung)                          |                                                            |
| Karl Heitmann                 | 1869–1947   | SPD                                                           |                                                            |
| Diedrich Hobbie               | 1897–1949   | NSDAP                                                         |                                                            |
| Paul Hug                      | 1857–1934   | SPD                                                           |                                                            |
| Friedrich Iffland             | 1871–1944   | SPD                                                           |                                                            |
| Wilhelm Jacobs                | 1883–1966   | SPD                                                           |                                                            |
| Friedrich Janssen             | 1874–1959   | Landesblock (DNVP)                                            |                                                            |
| Hinrich Kaper                 | 1878–1964   | SPD                                                           |                                                            |
| August Krause                 | 1884–1948   | SPD                                                           |                                                            |
| Johann Lahmann                | 1883–1935   | SPD                                                           |                                                            |
| Anton Langemeyer              | 1880–1950   | CNBL                                                          | nachgerückt am 16. Oktober 1928 für Heinrich Vaske         |
| Hermann Lehmkuhl              | 1872–1957   | Völkisch-Nationaler Block der Landvolk- und Mittelstandsliste |                                                            |
| Franz Meyer                   | 1882–1945   | Zentrum                                                       |                                                            |
| Julius Meyer                  | 1875–1934   | SPD                                                           |                                                            |
| Friedrich Möller              | 1888–1951   | DDP                                                           |                                                            |
| Gerhard Müller (genannt Paul) | 1882–1953   | KPD                                                           |                                                            |
| Wilhelm Nieberg               | 1887–1970   | Landesblock (DVP)                                             |                                                            |
| Karl Petters                  | 1886–1948   | DDP                                                           |                                                            |
| Rudolf Röder                  | 1883–1937   | WVg-WP (Wirtschaftspartei)                                    |                                                            |
| Carl Röver                    | 1889–1942   | NSDAP                                                         |                                                            |
| Heinrich Rohr                 | 1888–1948   | Zentrum                                                       | nachgerückt Anfang 1929 für Peter Faber                    |
| Wilhelm Sante                 | 1886–1961   | Zentrum                                                       |                                                            |
| Diedrich Schmidt              | 1868–1939   | DDP                                                           |                                                            |
| Eduard Schömer                | 1881–1962   | SPD                                                           | Bekanntgabe der Mandatsniederlegung am 21. April 1931      |
| Wilhelm Schröder              | 1853–1939   | Landesblock (DVP)                                             |                                                            |
| Josef Theodor Schulte         | 1894–1956   | Zentrum                                                       |                                                            |
| Anton Themann                 | 1886–1965   | Zentrum                                                       |                                                            |
| Otto Thye                     | 1886–1947   | Landesblock (DNVP)                                            |                                                            |
| Heinrich Vaske                | 1876–1928   | CNBL                                                          | verstorben am 26. September 1928                           |
| Heinrich Wempe                | 1880–1969   | Zentrum                                                       |                                                            |
| August Weyand                 | 1876–1951   | Landesblock (DVP)                                             |                                                            |
| Christian Wichmann            | 1874–1957   | Landesblock (DNVP)                                            |                                                            |
| Wilhelm Wittje                | 1880–1946   | DDP                                                           |                                                            |
| Emil Zimmermann               | 1885–1966   | SPD                                                           | Präsident des Landtags                                     |